# Walter Nicolai (Offizier)

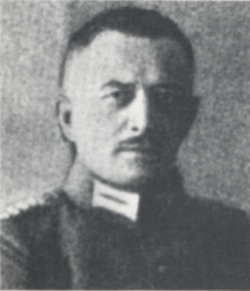
Walter Nicolai, 1914

Walter Nicolai (* 1. August 1873 in Braunschweig; † 4. Mai 1947 in Moskau) war ein deutscher Generalstabsoffizier und Chef des deutschen militärischen Nachrichtendienstes III b während des Ersten Weltkrieges.

## Leben
Walter Nicolai wurde als Sohn eines preußischen Hauptmanns und einer Bauerntochter in Braunschweig geboren. Ab 1884 besuchte er das Domgymnasium Stephaneum in Halberstadt und trat 1893 als Offiziersanwärter in das Kadettenkorps ein. Hier begann seine militärische Laufbahn im 2. Kurhessischen Infanterie-Regiment Nr. 82. Von 1901 bis 1904 studierte er an der Kriegsakademie in Berlin. Kurz vor Abschluss seiner Generalstabsausbildung wurde er abkommandiert, um zusätzlich Russisch zu erlernen, da er für einen Auftrag zur Erkundung der militärischen Erfahrungen aus dem Russisch-Japanischen Krieg, der von 1904 bis 1905 zu völlig neuem militärischen Vorgehen geführt hatte, vorgesehen war. Als sich das zerschlug, wurde er als Kompaniechef im 3. Thüringischen Infanterie-Regiment Nr. 71 in Erfurt eingesetzt. Er sprach nun fließend Russisch, daneben auch Englisch, Französisch und Japanisch. Nicolai wurde als ultrakonservativer, kaisertreuer, unpolitischer, gleichwohl das politisierte Offizierskorps des Kaiserreichs vertretender Offizier beschrieben.
Als er im Frühjahr 1906 zum Hauptmann befördert wurde, stand bereits fest, dass seine nächste Verwendung in Ostpreußen erfolgen sollte. Da er für eine Karriere beim militärischen Geheimdienst des Generalstabes vorgesehen war, unternahm er vor seinem Dienstantritt in Königsberg 1905 gezielt eine Studienreise durch Russland, um sich vor Ort mit den regionalen Gegebenheiten und den Einstellungen der russischen Menschen vertraut zu machen. Nach seiner Rückkehr übernahm er im Sommer eine Stelle als Nachrichtenoffizier (N.O.) im Bereich des dort angesiedelten I. Armee-Korps. Ziel war es in dieser Position, die russische Spionage entlang der Grenze Ostpreußens aufzuklären und dazu eine geeignete Struktur vor Ort zu schaffen. Das entsprach dem zeitgleichen Vorgehen an mehreren Standorten der Preußischen Armee. So baute Nicolai die Nachrichtenstation Königsberg zu einem regionalen Koordinierungsstab der Nachrichtenbeschaffung und Spionageabwehr gegen Russland aus. Inzwischen war im Großen Generalstab in Berlin die Erkenntnis gewachsen, dass gegen das immer stärkere Agieren der französischen und russischen Nachrichtendienste mehr getan werden musste. So war 1913 auf Betreiben Erich Ludendorffs der jährliche Etat für die militärische Abwehrarbeit von 300.000 auf 450.000 Mark erhöht worden.
Im Jahre 1912 kehrte Nicolai nach Berlin zurück. Kurz vorher hatte er eine Studienreise durch Frankreich absolviert, um sich vor Ort mit den realen Gegebenheiten vertraut zu machen. Im März 1913 erfolgte seine Ernennung zum Chef der Sektion III B im Großen Generalstab. Damit löste er den bisherigen Leiter der Sektion Wilhelm Heye (1869–1947) ab, der planmäßig für zwei Jahre eine turnusmäßige Versetzung als Bataillonskommandeur antreten sollte. Ursprünglich war die Verwendung Nicolais nur für diese zwei Jahre geplant. Aber die Ereignisse entwickelten sich anders. Die Aufgabenbereiche des Schutzes deutscher militärischer Bereiche und der hier tätigen Personen vor feindlichen Ausspähungen, der Beschaffung militärischen Nachrichten bei den potentiellen Feinden Deutschlands waren zu dieser Zeit in erster Linie gegen Frankreich und Russland gerichtet. Erst kurz vor Ausbruch des Ersten Weltkrieges kamen dann England und zum Zeitpunkt ihres Kriegseintritts auch Italien und später die USA als Zielländer dazu. So war es allein in den Jahren vor 1914 zu einer Steigerung von über 250 % bei den wegen Spionage festgenommenen Personen und den von deutschen Gerichten verurteilten Tätern gekommen. Davon waren allein 74 Personen, die im Auftrag Frankreichs und 35 Personen, die im Auftrag Russlands auf diesem Gebiet agiert hatten.

### Erster Weltkrieg
Nicolai leitete den deutschen Geheimdienst ab dem Frühjahr 1913 bis 1918. Seine Abteilung III B befand sich im Hause des Großen Generalstabes in Berlin Königsplatz 6, in der 3. Etage und war nur für ganz ausgewählte Personen zugänglich. Hier arbeitete bis Anfang 1915 nur ein kleiner Stab, zu dem zwei Offiziere als Mitarbeiter und eine kleine Anzahl ziviler Angestellter gehörten. Mit Beginn des Krieges rückte Nicolai selbst mit der Obersten Heeresleitung ins Feld in Richtung Westfront. Entlang der deutschen Grenzen waren in den jeweiligen Armeekorps bereits vorher Nachrichtenstellen mit speziell geschulten Offizieren besetzt worden, die in enger Zusammenarbeit mit dem Leiter der Abt. III B standen. Darüber hinaus war Nicolai auch für die Zusammenarbeit mit den Abwehroffizieren der Admiralität verantwortlich. Denn einen zentralen Nachrichtendienst gab es zu dieser Zeit in Deutschland nicht und die Aufgabenstellung der Abt. III B war ausschließlich auf den militärischen Bereich ausgerichtet. Neben der nachrichtendienstlichen Informationsbeschaffung waren hier noch die Überwachung des militärischen Post- und Funkverkehrs und das Chiffrierwesen angesiedelt. Mit zunehmendem Luftverkehr landeten bei der III B auch die Ergebnisse der militärischen Feindaufklärung, vom Luftschiff oder Flugzeug aus gesammelt, zur Auswertung in Berlin. Eine gezielte Vorbereitung auf die, am 1. August 1914 mit Ausbruch des Krieges eintretenden, Bedingungen hatte es nicht gegeben und so dauerte es fast 1 ½ Jahre bis sich die Abt. III b unter der Leitung von Nicolai auf die für sie neuen Situationen im Krieg eingestellt hatte. Er richtete den militärischen Nachrichtendienst „Sektion III b“ intensiv auf den Krieg aus. Nicolai schrieb dazu unter anderem: „Vor jeder Neuerwerbung, Lieferung pp. frage sich der N.O. [Anmerkung: N.O. = Nachrichten-Offizier]: Welchen Nutzen bringt sie für den Krieg.“ Relativ schnell waren in den einzelnen Armeekorps Stellen zur gezielten nachrichtendienstlichen Befragung der Kriegsgefangenen eingerichtet worden und die Sichtung sowie Auswertung der beim Vorrücken der Truppen in die Hände gefallenen militärisch-geografischen Dokumente organisiert worden. Aber in den ersten Kriegsmonaten hatte der Chef des Großen Generalstabes Helmuth von Moltke (1848–1916) zusätzlich verfügt, dass die III B den Kriegspressedienst zur öffentlichen Meinungsbildung unter Kriegsbedingungen in der eigenen Bevölkerung zu übernehmen hatte. Das erschwerte zusätzlich die Konzentration des militärischen Nachrichtendienstes auf seine ureigensten Aufgaben.
Als Erfolg konnte die Sektion III B in den ersten Kriegsmonaten verbuchen, dass es ihr mit Vorrücken der deutschen Truppen ins polnische und russische Territorium gelungen war die meisten nachrichtendienstlichen Stützpunkte Russlands und Frankreichs in den Städten Brest-Litowsk, Krakau, Warschau, und Wilna zu liquidieren. Ab Anfang 1915 war auch das Kriegspresseamt arbeitsfähig, an dessen Errichtung Nicolai mitgewirkt hatte und nun als Oberzensurstelle für die offizielle militärische Berichterstattung fungierte. Von da ab durften nur noch von Offizieren und Beamten der Abt. III B gebilligte Berichte über militärische Vorgänge veröffentlicht werden. Im Inland wurde nun ein Netz von V-Männern in Firmen, Behörden und in privaten Kreisen aufgebaut und durch die Abt. III B geführt. Denn allein in diesem Jahr waren 35 Personen, die mit dem französischen Geheimdienst zusammengearbeitet hatten, gefasst und abgeurteilt worden. Als Erich Ludendorff Ende August 1916 Erster Generalquartiermeister wurde, kam es zu einer weiteren Verstärkung der militärischen Nachrichtendienstarbeit. Nach einer Verfügung der Obersten Heeresleitung vom 8. Mai 1917 schuf Nicolai eine ihm untergeordnete Propagandastelle, die im Hinterland des Feindes agieren sollte und organisierte den „vaterländischen“ Unterricht bei den Truppen des Feldheeres. Seine Offiziere beteiligten sich auch an der Werbearbeit für Kriegsanleihen. Die verschiedentlich in der älteren Literatur anzutreffende Behauptung, Nicolai habe hinter der Gründung der chauvinistisch-reaktionären Vaterlandspartei gestanden, ist unbelegt. Sie überschätzt den Einfluss Nicolais, der freilich mit der „Siegfrieden“-Propaganda der Vaterlandspartei übereinstimmte. Bedingt durch das Kriegspresseamt unter seiner Leitung jedoch war er mit verantwortlich für die Stimmungsmache gegen gemäßigte und vor allem linke Politiker. Er erzeugte auf diesem Weg die Spionagehysterie im Inland sowie eine nationalistische „Volksempörung“ mit, wenn der Reichstag es wagte, eine „sieglose Friedenslösung“ zu besprechen. In den unregelmäßig stattfindenden Pressekonferenzen forderte er von Journalisten härteste propagandistische Unterstützung der deutschen Kriegsanstrengungen.
Mit dem Eintritt der USA in den Krieg Anfang 1917 verschärften sich die Arbeitsanforderungen der Sektion III B erneut. In Erwartung der anlandenden US-amerikanischen Streitkräfte wurden in allen westlichen Häfen und teilweise an den anschließenden Transportwegen ins Land V-Leute zur Beobachtung der Truppenbewegung in Richtung Front eingesetzt. Verstärkt wurde auch die Auswertung der Reisetätigkeit von Ausländern im Bereich der Frontlinien und es wurde im Bereich der Abt. III B eine Stelle für Mikrofotografie eingerichtet. Hier sollten vor allem die von Spionen beschafften wichtigen Unterlagen „sicherer“ dokumentiert und zur Zentrale übermittelt werden sowie erbeutete Feinddokumente schneller zur weiteren Auswertung zur Verfügung stehen. Darüber hinaus war durch Walter Nicolai und seinen kleinen Arbeitsstab zügig die nachrichtendienstliche Absicherung der eroberten Territorien, vor allem im Bereich Polen und Russlands, zu gewährleisten und in den neutralen Ländern entlang des Frontverlaufs der Aufbau eines Kriegsnachrichtendienstes zu unterstützen. Das erfolgte vor allem im Bereich Serbiens und Bulgariens, wo Nicolai selbst am Rande politischer Gespräche mit den jeweiligen Regierungskreisen zu seinen speziellen Themen der Spionageabwehr aktiv wurde. Ab September 1917 wurde auf Grund der immer schwieriger werdenden Kriegslage die Gegenpropaganda im frontnahen Raum zur Beeinflussung der feindlichen Truppen und der Bevölkerung in den größeren Städten des Kriegsgegners verstärkt. Dabei konzentrierten sich die Aktivitäten vor allem auf die Städte Paris und St. Petersburg. Da sich die Arbeit Nicolais in der Abt. III b jedoch ausschließlich auf den Bereich der militärischen Nachrichtenbeschaffung und Spionageabwehr bezog und es zu dieser Zeit in Deutschland keine zentrale Stelle für die generelle nachrichtendienstliche Arbeit gab, waren weitere koordinierende Aktivitäten erforderlich. So mit den im Bereich der Ministerien für Kriegswirtschaft zum Schutze der Rüstungsindustrie tätigen „Nachrichtensammelstellen“ und der im Auswärtigen Amt tätigen Stelle, die für politische Nachrichtenbeschaffung zuständig war.

### Nachkriegszeit
Unmittelbar nach der Unterzeichnung des Waffenstillstandsabkommens am 11. November 1918 im Wald von Compiégne und der Auflösung des Großen Generalstabes wurde Nicolai als Oberst pensioniert, nachdem schon der letzte Reichskanzler Max von Baden seine Beurlaubung erwirkt hatte. Seinem Nachfolger Major Friedrich Gempp, der nun unter den Bedingungen des Versailler Vertrages vom 28. Juni 1919 die Arbeit der militärischen Nachrichtenbeschaffung nach außen absolut getarnt und neu organisieren musste, stand Nicolai in den Folgejahren beratend zur Seite. Die in den Jahren seit 1906 durch ihn gesammelten Erfahrungen, anfangs unter den Bedingungen der recht friedlichen Jahre vor 1914 und dann unter den Weltkriegsbedingungen wertete er aus und setzte sich dabei vor allem mit den jeweiligen Rahmenbedingungen für seinen Arbeitsgegenstand auseinander. Als Schlussfolgerungen aus diesen 13 Jahren an der Spitze einer Regionalstelle und der Abteilung zur Nachrichtenbeschaffung und Spionageabwehr im Großen Generalstab urteilte er, dass unter den Bedingungen eines solchen internationalen Krieges, wie der Erste Weltkrieg es war, sowie der dadurch forcierten Entwicklung der Kriegs- und Nachrichtentechnik die nachrichtendienstliche Informationsbeschaffung neben der Abwehr von feindlichen Aktivitäten dringend geboten sei. Und der Kardinalfehler der damaligen Zeit für Deutschland darin bestand, über keine zentrale Einrichtung in diesem Bereich verfügt zu haben und sich deshalb diese Arbeit vordergründig nur auf den militärischen Bereich konzentriert hatte. Nun, angesichts der Rahmenbedingungen in der Weimarer Republik, so schlussfolgerte Nicolai weiter, steht diese Arbeit an der Schwelle neuer Aufgaben und Rahmenbedingungen, nun die „friedliche Arbeit“ des Nachrichtendienstes zu organisieren. Diese Erkenntnisse publizierte er in zwei Büchern, 1920 mit dem Werk „Nachrichtendienst, Presse und Volksstimmung im Weltkrieg“ und 1923 mit der Veröffentlichung von „Geheime Mächte-Internationale Spionage und ihre Bekämpfung im Weltkrieg und heute“.
Nicolai hatte am 23. September 1900 Maria Kohlhoff, die jüngste Tochter seines Regimentskommandeurs in Saarburg geheiratet. In der Weimarer Republik lebte er mit Frau, drei Töchtern und seiner blinden Mutter von 430 Reichsmark monatlicher Pension. 1929 zog er nach Nordhausen an den Harz und wohnte hier in der Stolberger Straße 58.

### Weimarer Republik und Drittes Reich
In den Folgejahren versuchte Nicolai vergeblich, seine speziellen Erfahrungen in Japan, Finnland, der Türkei und Litauen für die Nachrichtendienste dieser Länder anzubieten. Im Jahre 1929 beteiligte er sich an einer Gemeinschaftspublikation die unter dem Titel „Was wir vom Weltkrieg nicht wissen“ erschien. Herausgeber waren der Schriftsteller Friedrich Felger (1882–1960) und der Militärpublizist Walter Jost (1896–1945). Nicolais Beitrag bezog sich hier erneut auf die Aus- und Bewertung der Geheimdienstarbeit während des Ersten Weltkrieges. Zum Ende der 1920er Jahre soll er eine Beraterfunktion im Stab des Medienunternehmers und späteren Wirtschaftsministers Alfred Hugenberg (1865–1951) ausgeübt haben. Dazu unterhielt er ein eigenes Büro in Berlin Viktoriastraße 31. Anfang 1935 wurde Nicolai ins Reichswehrministerium gerufen. Zu diesem Zeitpunkt betrieb er ein Büro in Berlin-Charlottenburg in der Sächsischen Straße 26. Zum Zeitpunkt der Gründung des Reichsinstituts für Geschichte des neuen Deutschlands am 19. Oktober 1935, unter der Präsidentschaft von Walter Frank (1905–1945), soll er im Herbst des gleichen Jahres als Leiter der Abteilung „Politische Führung im Weltkrieg“ tätig geworden sein. Er gehörte zeitweilig zum Sachverständigenbeirat des Reichsinstituts für Geschichte des neuen Deutschlands. Seit dem 1. April 1936 hatte er an diesem Institut einen Forschungsauftrag mit dem Titel „Politische Führung im Weltkrieg“. Dazu soll er alles verfügbare Material aus der Zeit des Ersten Weltkrieges zusammentragen und „systematische Befragungen bei den seinerzeit führenden Persönlichkeiten“ durchgeführt haben.

### Verhaftung und Tod in Moskau
Nach dem Zweiten Weltkrieg wurde Nicolai am 7. September 1945 von einem Kommando des sowjetischen Geheimdienstes NKWD auf Befehl von Generaloberst Iwan Alexandrowitsch Serow, dem Leiter des NKWD in der Sowjetischen Besatzungszone, in Nordhausen verhaftet, in die Sowjetunion transportiert und in Moskau verhört. Serow war durch das 1941 in den USA erschienene Buch Total Espionage des deutschen Emigranten Curt Riess auf Nicolai aufmerksam geworden. Riess beschrieb im Buch ein weltumspannendes Netz eines Nazi-Geheimdienstes mit Nicolai als eine Art „graue Eminenz“. Bei den Verhören glaubten die sowjetischen Geheimdienstoffiziere nicht, dass Nicolai seit 1919 nicht mehr im Nachrichtendienst gearbeitet hatte. Als die Vernehmungen keine weiteren Ergebnisse brachten wurde er am 30. Oktober 1945 nach Moskau gebracht und schrieb in einer vom NKWD zur Verfügung gestellten Datscha im Moskauer Stadtteil Serebrjannyi Bor seine Erinnerungen auf. Im Januar 1947 hatte er auf Grund der außerordentlichen Strapazen einen Herzinfarkt. Nicolai starb während der Haft am 4. Mai 1947 im Hospital der Moskauer Butyrka. Sein Leichnam wurde verbrannt und auf dem Moskauer Donskoi-Friedhof in einem Massengrab bestattet.
Erst 1979 erhielten die Angehörigen vom Sowjetischen Roten Kreuz die Auskunft, dass Nicolai 1947 verstorben sei. Todesursache und Sterbeort wurden nicht mitgeteilt. 1999 rehabilitierte die russische Militärstaatsanwaltschaft Walter Nicolai.

## Schriften
- Nachrichtendienst, Presse und Volksstimmung im Weltkrieg. Mittler, Berlin 1920.
- Nachrichtenwesen und Aufklärung. In: Max Schwarte (Hrsg.): Der Weltkampf um Ehre und Recht. Deutsche Verlagsanstalten, Stuttgart 1921.
- Geheime Mächte. Internationale Spionage und ihre Bekämpfung im Weltkrieg und Heute. Köhler, Leipzig 1923. Faksimile-Ausgabe: Verlag für Ganzheitliche Forschung, Viöl/Nordfriesland 1999, ISBN 3-932878-24-8.
- Einblicke in den Nachrichtendienst während des Weltkriegs. In: Walter Jost, Friedrich Felger (Hrsg.): Was wir vom Weltkrieg nicht wissen. Andermann, Berlin/Leipzig 1929, Auflage vom H. Fikentscher Verlag, 1936 (unveränderter Nachdruck des Subskriptionswerks von 1929) S. 101–117.